# St.-Marcellus-Kirche (Asendorf)

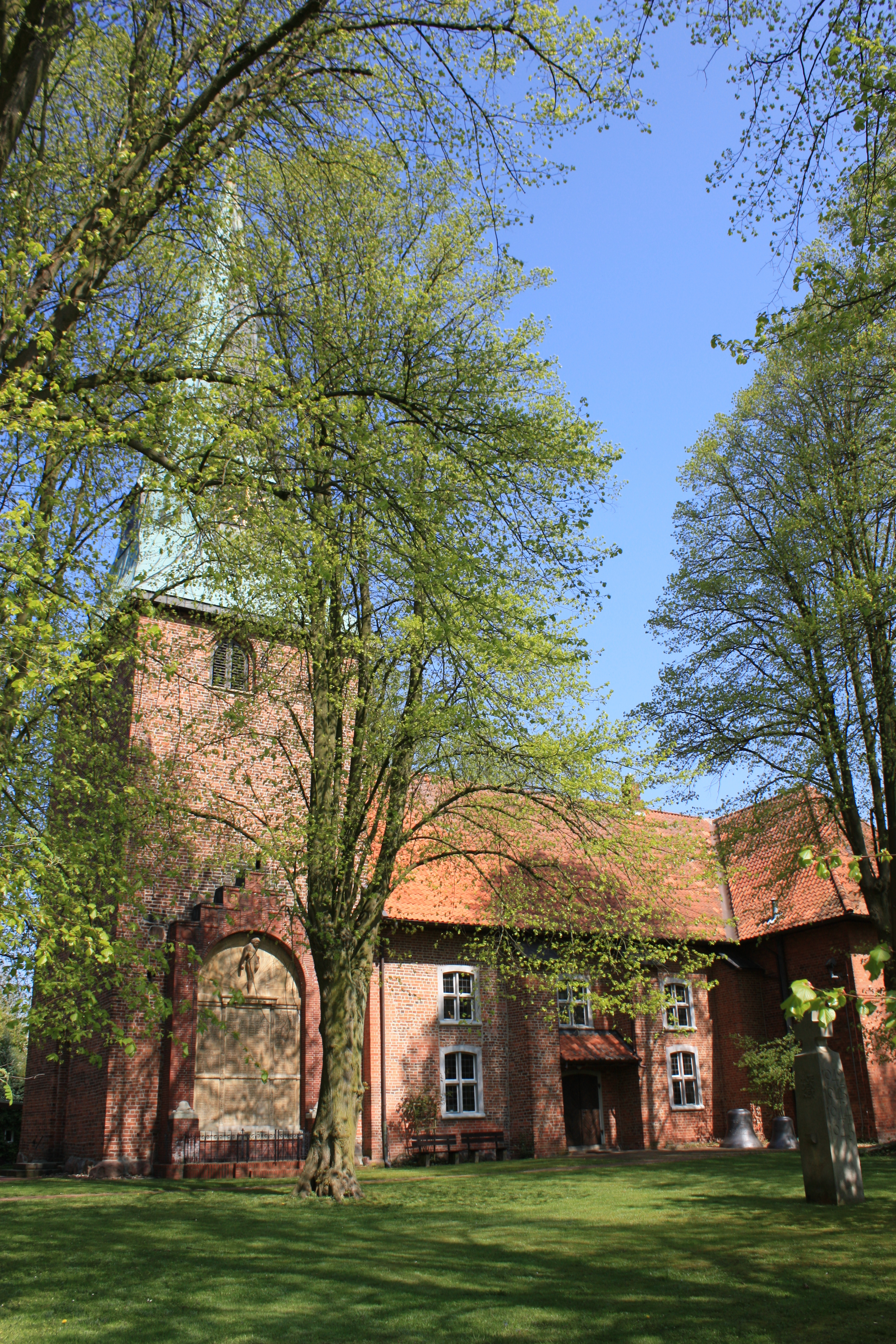
Kirche in Asendorf

Die Kirche Asendorf  ist eine evangelische Kirche in der niedersächsischen Gemeinde Asendorf in der Samtgemeinde Bruchhausen-Vilsen im Landkreis Diepholz.

## Beschreibung
Die kreuzförmige Saalkirche aus Backstein stammt im Kern aus dem Mittelalter. Der Westturm trägt einen schlanken, achteckigen Helm. Im Jahr 1778 wurde die Kirche umgebaut und nach Osten hin erweitert. Aus dem gleichen Jahr stammt die schlichte Ausstattung, zu der ein Kanzelaltar gehört. Innen ist die Kirche mit einer Flachdecke und umlaufenden Emporen ausgestattet.